# Samsa
La samsa est une pâtisserie de forme triangulaire aux amandes et au miel, des cuisines algérienne et tunisienne, préparée surtout pour l'Aïd el-Fitr. Elle est consommée aussi bien en Algérie, qu'en Tunisie,.

## Variante

### Algérie
La pâte de la samsa en Algérie, plus précisément à Alger, est similaire à celle du griouech. Cependant, dans d'autres régions de l'Algérie, la samsa est souvent préparée à base de feuille de brik, notamment dans le Constantinois, dont la ville d'Annaba et aussi dans l'Oranie.
Après la friture, les samsa sont trempées dans un sirop à base de miel et d'eau de fleur d'oranger puis saupoudrées de graines de sésame.
La ville d'Alger est connue pour ses pâtisseries, notamment la samsa.